# Hässelby-Vällingby
Hässelby-Vällingby è un sobborgo localizzato nella parte occidentale di Stoccolma, costituente una delle 14 circoscrizioni della capitale svedese.

## Geografia fisica
È composto principalmente da due zone distinte: quella di Hässelby (a sua volta composta dai quartieri di Hässelby gård, Hässelby strand e Hässelby villastad) e dalla zona di Vällingby. Altre parti che completano l'area sono Backlura, Kälvesta, Nälsta, Råcksta e Vinsta.
Nel 2007 la popolazione era di 61 900 abitanti su una superficie di 19,60 km², per una densità media di 2,999.80 persone per km².

## Storia
Il distretto è stato creato nel 1998, dall'unione di Vällingby ed Hässelby.

## Galleria d'immagini

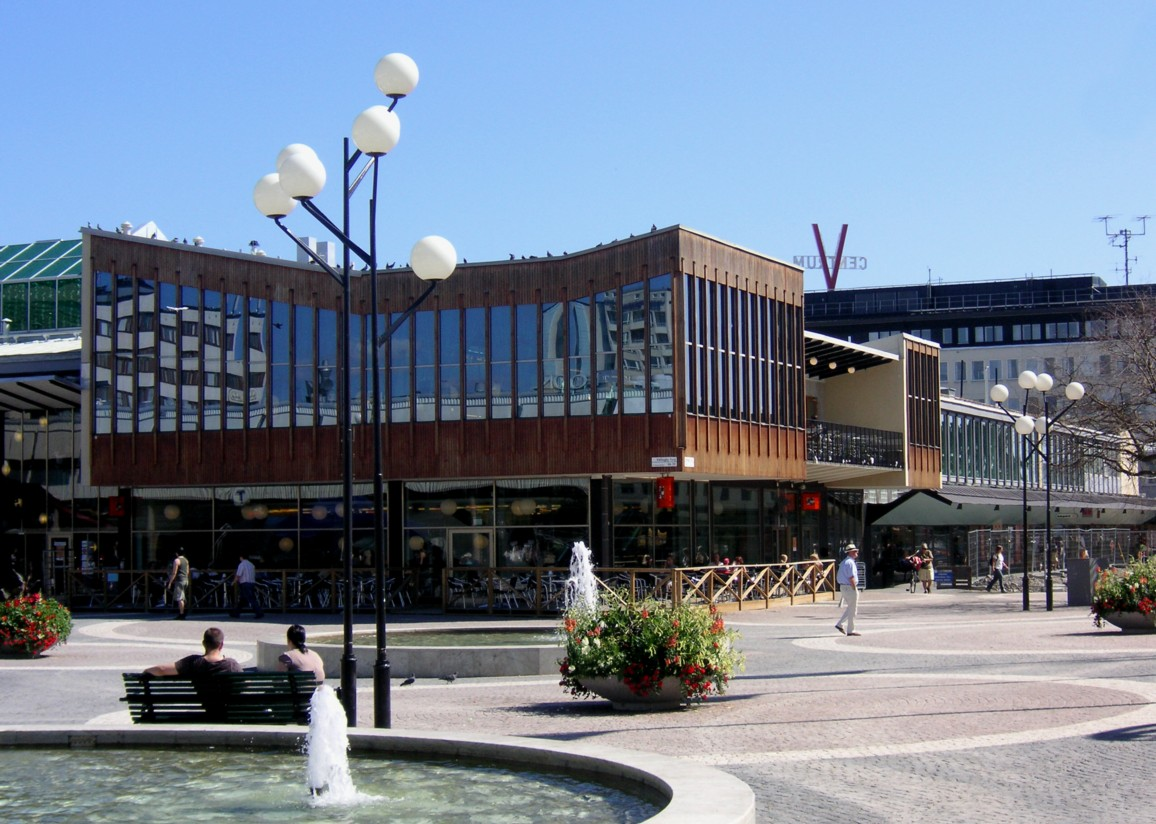
Vällingby Centrum, estate 2007
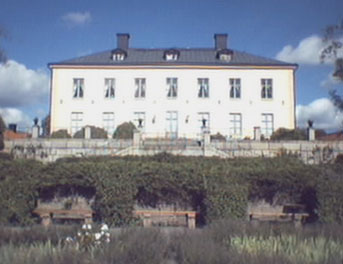
Palazzo di Hässelby
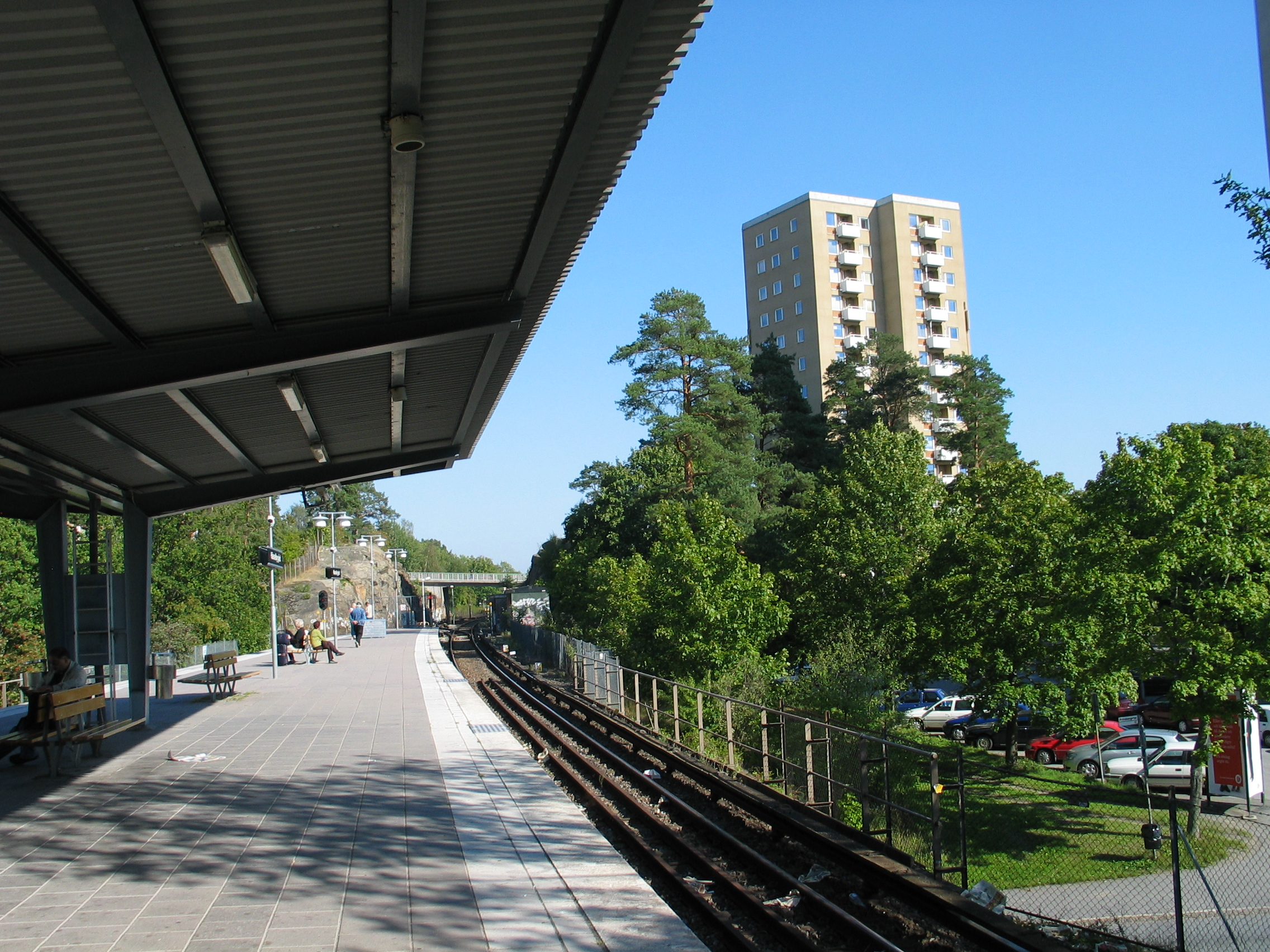
Stazione metropolitana di Hässelby Gård
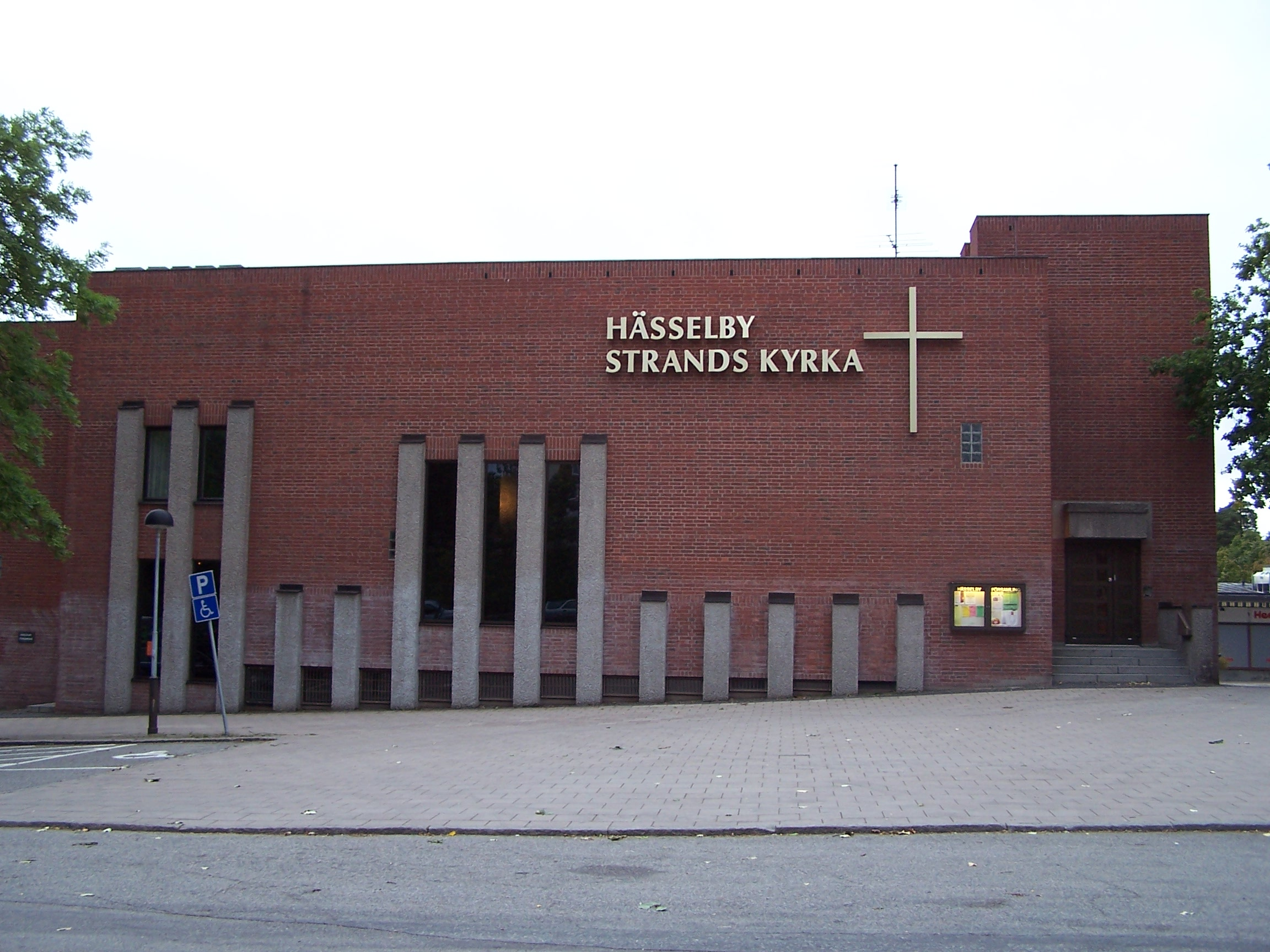
Chiesa di Hässelby